# Daniel Akpeyi
Daniel Akpeyi (ur. 8 marca 1986 w Nnewi) – nigeryjski piłkarz grający na pozycji bramkarza. Od 2022 roku jest zawodnikiem klubu Moroka Swallows FC.

## Kariera piłkarska
Swoją karierę piłkarską Akpeyi rozpoczął w klubie Gabros International. W sezonie 2005/2006 zadebiutował w jego barwach w nigeryjskiej Premier League. W 2007 roku odszedł do klubu Nasarawa United, w którym spędził trzy sezony. W 2010 roku został piłkarzem Heartland FC. W sezonach 2010/2011 i 2012 zdobył z nim dwa Puchary Nigerii. W 2014 roku przeszedł do Warri Wolves, z którym w 2015 roku został wicemistrzem Nigerii.
W 2015 roku Akpeyi przeszedł do południowoafrykańskiego Chippa United. Debiut w nim zaliczył 25 września 2015 w wygranym 2:1 domowym meczu z Polokwane City FC.
W styczniu 2019 Akpeyi został zawodnikiem Kaizer Chiefs. Swój debiut w nim zanotował 9 lutego 2019 w zremisowanym 1:1 domowym meczu z Orlando Pirates. W sezonie 2019/2010 wywalczył z nim wicemistrzostwo kraju.
W styczniu 2023 Akpeyi został piłkarzem Moroka Swallows FC. Zadebiutował w nim 17 marca 2023 w przegranym 0:1 domowym spotkaniu z Lamontville Golden Arrows FC.

## Kariera reprezentacyjna
W 2005 roku Akpeyi wywalczył wraz z reprezentacją Nigerii U-20 wicemistrzostwo świata na Mistrzostwach Świata.
W reprezentacji Nigerii Akpeyi zadebiutował 29 marca 2015 roku w zremisowanym 1:1 towarzyskim meczu z Południową Afryką, rozegranym w Nelspruit. W 2016 roku był w kadrze Nigerii na Igrzyska Olimpijskie w Rio de Janeiro. Nigeria zdobyła na tych igrzyskach brązowy medal.
W 2018 roku powołano go do kadry na Mistrzostwa Świata w Rosji. Na turnieju był rezerwowym bramkarzem i nie rozegrał żadnego meczu.